# مارتن ريس
مارتن جون ريس (بالإنجليزية: Martin John Rees) (ولد في 23 يونيو 1942 يورك، إنجلترا  هو عالم بريطاني في الكونيات والفيزياء الفلكية. وهو فلكي ملكي منذ عام 1995 حصل على ماجستير من كلية ترينيتي في كامبريدج 2004-2012 ورئيس الجمعية الملكية بين عامي 2005 و 2010.

## روابط خارجية
- مارتن ريس على موقع الموسوعة البريطانية (الإنجليزية)
- مارتن ريس على موقع مونزينجر (الألمانية)
- مارتن ريس على موقع ميوزك برينز (الإنجليزية)
- مارتن ريس على موقع إن إن دي بي (الإنجليزية)